# Panek Kati
Panek Kati (Kolozsvár, 1957. szeptember 4. –) Jászai Mari-díjas magyar színésznő, népdalénekesnő, Panek Zoltán és Horváth Arany lánya, Horváth István unokája.

## Pályafutása
Gyermekként nagyapját kísérte a magyarózdi népdalgyűjtő útjain. Középiskolai tanulmányait a kolozsvári 11-es sz. középiskolában végezte, az iskolai előadásokon népdalokat és balladákat énekelt. Számos alkalommal énekelt a Kolozsvári Rádió magyar népzenei műsorában, illetve a Visszhang diákrádióban. 1980. július 4-én beugróként emlékezetes alakítást nyújtott Czikéli László partnereként a Képzelt riport egy amerikai popfesztiválról című musicalben. 1980-ban szerzett diplomát a marosvásárhelyi Szentgyörgyi István Színművészeti Intézetben, ezt követően a kolozsvári Állami Magyar Színház szerződtette.
Az erdélyi táncházmozgalom egyik meghatározó alakja; a Barozda és Bodzafa együttesekkel készültek népzenelemezei.
2007-ben a kisvárdai színházi fesztiválon a legjobb női alakítás díját nyerte, 2013-ban az EMKE Poór Lili-díjával tüntették ki.

## Főbb szerepei
A Színházi adattárban 44 bemutatóját regisztrálták.
- Színésznő (Ecaterina Oproiu: Nem vagyok az Eiffel torony)
- Éanna (Sütő András: A szuzai menyegző)
- Zita (Ion Luca Caragiale: Zűrzavaros éjszaka) - 1987/88
- Heinrich, a polgármester fia (Jevgenyij Svarc: A sárkány)
- Libera (Carlo Goldoni: Csetepaté Chioggiában) - 1994/95
- Kocsma Jenny (Bertolt Brecht – Kurt Weill: Koldusopera) - 1998/99
- Sáchás Ruth (Hanoch Levin: Jákobi és Lájdentál) - 2006/2007

## Díjai
- Poór Lili-díj (2013)
- Jászai Mari-díj (2024)[3]

## Képek

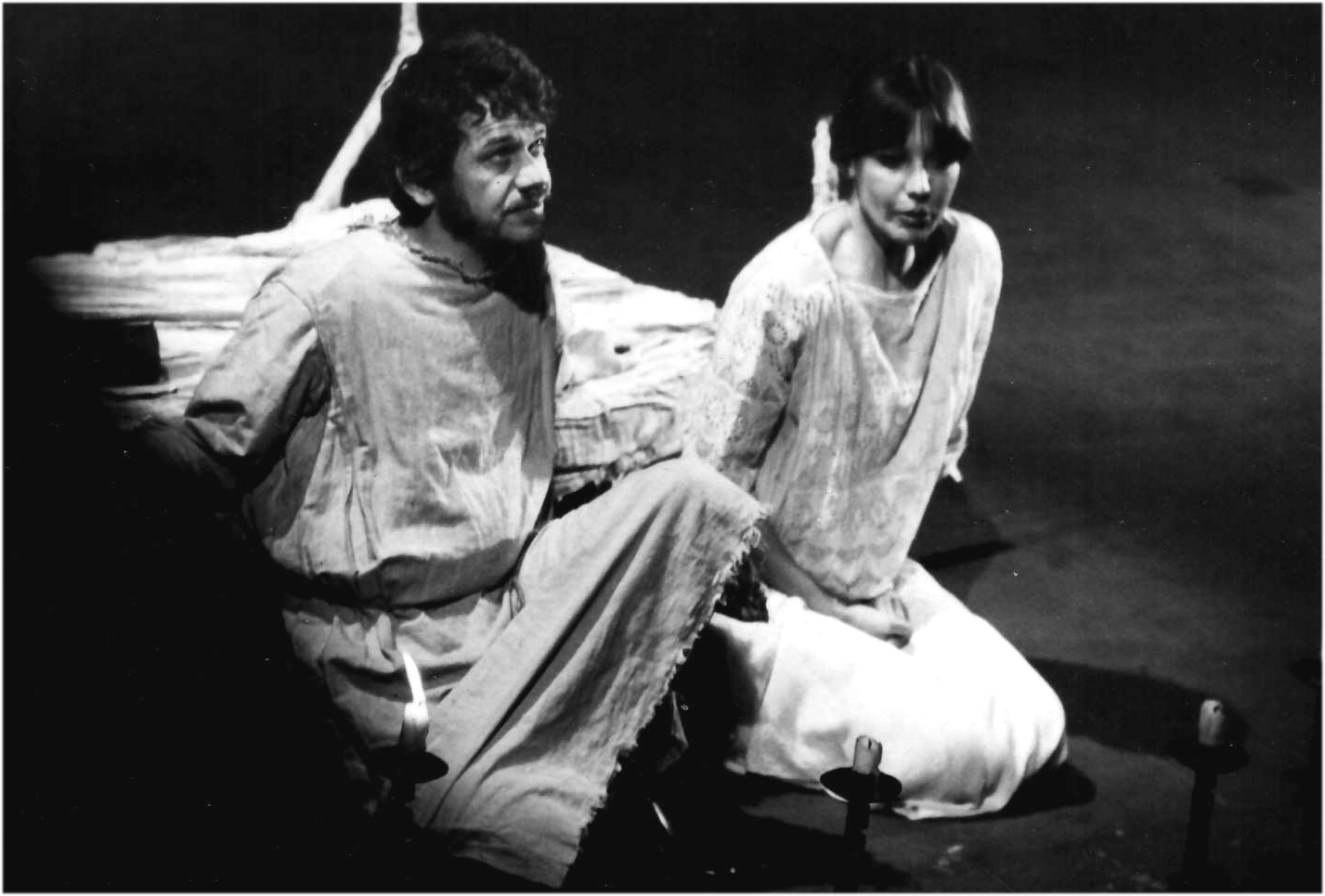
Lucian Blaga: Manole mester, 1983 (Héjja Sándorral), Csomafáy Ferenc felvétele
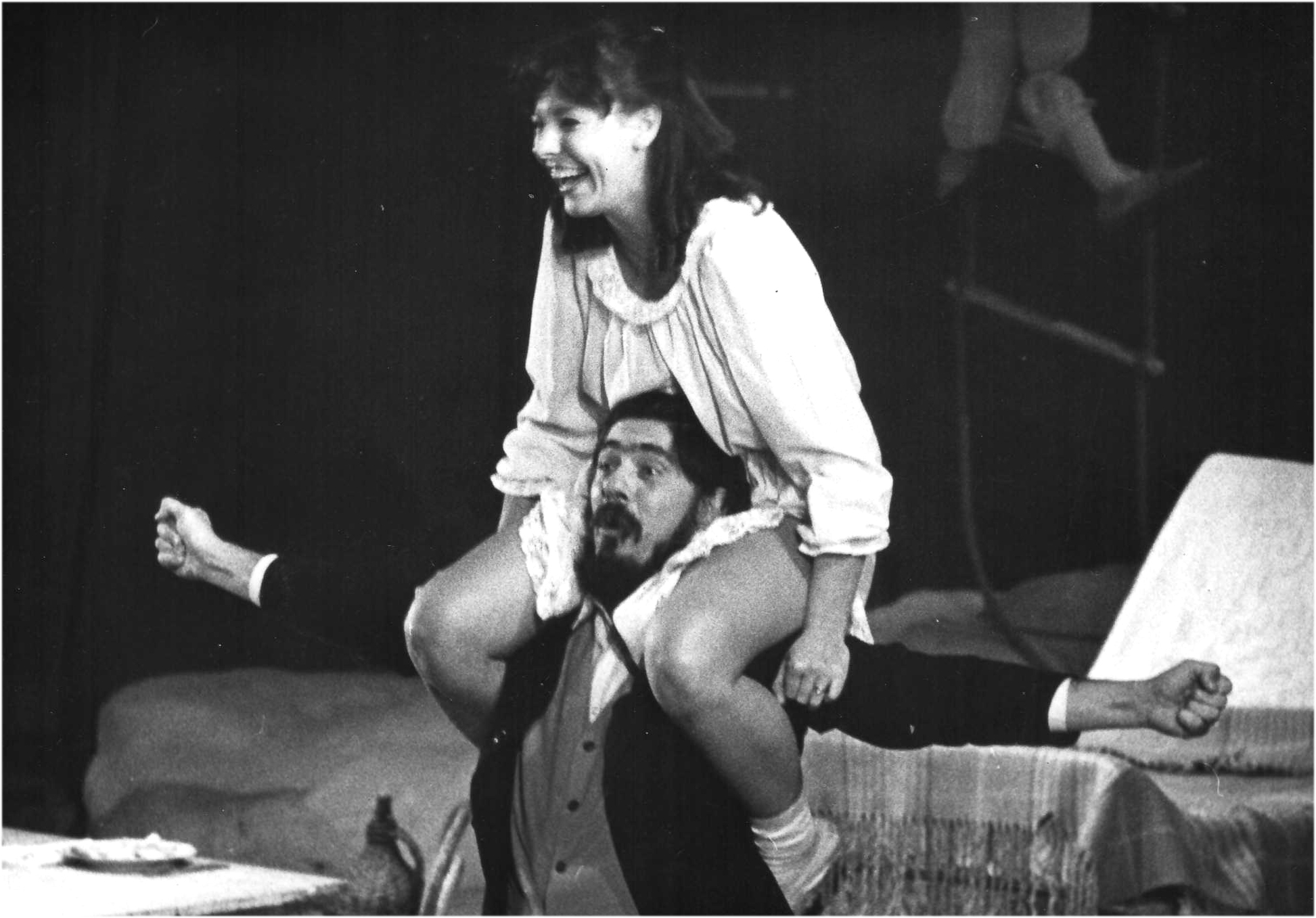
Sütő András: Vidám sirató egy bolyongó porszemért, 1987 (Keresztes Sándorral), Csomafáy Ferenc felvétele